# Ante Pokornik
Ante Pokornik, hrvatski kulturni djelatnik i etnograf iz Subotice. 
Nakon drugog svjetskog rata pripadao skupini (Ante Sekulić, Bela Gabrić, Stjepan Beretić i drugima koja je u subotičkom katoličkom tisku (Bačko klasje, Zvonik, Subotička Danica) opisivala običaje bunjevačkih Hrvata.
Poznat po djelu "Bunjevačke kraljičke pisme". Izdanje 1996. U djelu je s Belom Gabrićem dao podatke o pjevanju bunjevačkih pjesama i opisao je običaj bunjevačkih Hrvata, pjevanje "kraljica". Zabilježili su 137 starijih pjesama i 30 onih koje su nastale devedesetih godina prošloga stoljeća.
Djelovao oko 1968. prvi put proslavljene Gradske Dužijance. Član Inicijativnog odbora za osnivanje Društva koje će se kao institucija baviti njegovanjem hrvatske kulturne baštine, kao i stvaranjem uvjeta za novo stvaralaštvo u oblasti kulture. Na Materice 14. prosinca 1969. godine, okupio se Inicijativni odbor od 56 članova koje je prihvatilo prijedlog tadašnjeg potpredsjednika Skupštine Općine Subotica Marka Peića da naziv Društva bude »Bunjevačko kolo«. Uslijedila je osnivačka skupština 18. siječnja 1970. godine. Ante Pokornik je izabran za ekonoma. Javila se i ideja da bi Društvo trebalo biti ogranak Matice hrvatske. Premda se odustalo od te ideje, ljudi čija su imena bila na inicijalnom spisku osnivača Matice, malo poslije sloma proljeća početkom sedamdesetih godina dolaze pod udar tadašnje represivne politike. Ante Pokornik bio je jedna od žrtava progona hrvatskih proljećara u Subotici. Pokornik se kao i brojni "matičari" kao Balint Vujkov, Matija Poljaković, Naco Zelić, Bela Gabrić i brojni drugi bili 1972. isključeni iz organizacijskog odbora Dužijance i više nisu sudjelovali.